# Висша школа за сценични изкуства
Висшата школа за сценични изкуства (на словашки: Vysoká škola múzických umení, съкратено VŠMU) е държавно висше училище в Братислава, Словакия, специализирано за академично и професионално образование в областта на културата – театър (вкл. куклен театър), музика, танци, кино и телевизия във факултетите си.

## История
Първоначално школата (наричана също академия или университет) е основана със Закон №88 от Словашкия национален съвет на 9 юни 1949 г. за обучение по музика, драма, танци и филми. Структурира се в 2 катедри – музикална и драматична. Разделени са в отделни факултети през 1953 г. През 1990 г. е създаден филмовият факултет.

## Структура
Университетът се състои от 3 факултета:
- Театрален факултет (актьорско майсторство, режисура, драма, сценография и костюми, куклен театър, театрални студии, театрален мениджмънт). Театралният факултет се намира на ул. „Вентурска“ 3. Там се помещава и ректоратът на школата.
- Факултет по филм и телевизия (режисура, документален филм, драма и сценарий, фотография и композиция на изображения, анимация, монтаж, звуков дизайн, продукция, управление и бизнес, филмова и телевизионна теория)
- Факултет по музика и танц (композиция, оркестрация, музикална теория, вокали, режисура, инструментална програма (16 специалности), танци (6 специалности)) Факултетът по музика и танц се намира в сградата на бившия Истрополитски университет в Братислава на ул. „Зочова“. Тя е построена през 1986 г. по проект на архитекта Игнац Алпар и първоначално е била френско средно училище.

В допълнение към тези факултети, университетът има няколко помощни структури, а именно:
- Катедра по езици
- Академична библиотека
- Център за изкуства и науки

В някои случаи се предлагат и курсове за обучение по английски и немски език, така че чуждоезичните студенти да могат да участват в обучението на школата като част от програмата Еразъм.

## Ректори
Първият ректор е Ян Стрелец, а от 2015 г. ректор е Мария Хайнзова.
- Ян Стрелец (1949 – 1950)
- Андрей Багар (1950 – 1962)
- Ото Ференци (1962 – 1969)
- Александър Мойзес (1969 – 1971)
- Рудолф Мрлиан (1971 – 1985)
- Милош Юркович (1985 – 1994)
- Иван Парик (1994 – 1997)
- Милан Чорба (1997 – 2003)
- Ондрей Шулай (2003 – 2011)
- Милан Рашла (2011 – 2015)
- Мария Хайнзова (2015 – )